# Karol d'Abancourt de Franqueville (luật sư)
Karol d'Abancourt de Franqueville (26 tháng 5 năm 1851 - 16 tháng 8 năm 1913) là một chính khách và luật sư Ba Lan. Ông sinh ra tại Łówcza, Ba Lan, là con trai của Franciszek Ksawery d' Abancourt de Franqueville, một người xuất bản và nhà hoạt động chính trị. Gia đình ông chủ yếu là người Pháp tị nạn.
Ông qua đời vào tháng 8 năm 1913 tại Rabka-Zdrój.